# 汉斯·莫尔曼
汉斯·莫尔曼（英語：Hans Moleman）是动画片《辛普森一家》中出现的一名角色，他由丹·卡斯泰拉内塔配音，在剧集“Principal Charming”中首次出现。他倒霉的遭遇通常都是作为片中的笑料出现，比如说被鳄鱼咬伤、开车时被撞伤、被抢劫。